# Marcgraviastrum
Marcgraviastrum sind eine Pflanzengattung aus der Familie der Marcgraviaceae mit fünfzehn Arten. Der Gattungsname ehrt den deutschen Naturwissenschaftler Georg Marggraf (1610–1644).

## Beschreibung
Marcgraviastrum sind wuchernde Sträucher oder Lianen, die häufig epiphytisch wachsen, ihre Blätter sind ungestielt oder gestielt.
Die Blütenstände bilden doldenförmig zusammengesunkene Trauben aus 5 bis 14 (selten 2 bis 22) Blüten, die an aufrechten Blütenstielen stehen. Ihnen gegenüber stehen ungestielte, selten gestielte, hängende, sack- bis röhrenförmige Nektarien, die am Unterteil des Blütenstiels ansetzen.
Die Blüten sind fünfzählig, die Kronblätter sind unverwachsen oder verschieden verwachsen. Es gibt zwölf bis zahlreiche Staubblätter, die Staubfäden sind fast vollständig unverwachsen, nur die des äußeren Kreises sind am Ansatz mit der Krone verwachsen. Die Fruchtknoten sind unvollständig fünf- bis neunkammerig mit zahlreichen Samenanlagen per Kammer.

## Verbreitung
Die Gattung ist neuweltlich, ihr Verbreitungsgebiet reicht von Nicaragua über die Anden bis nach Peru und Surinam und strahlt aus bis nach Ostbrasilien.

## Systematik
Die Gattung enthält fünfzehn Arten, darunter:
- Marcgraviastrum apaporensis de Roon & Bedell: Sie kommt in Kolumbien in Höhenlagen zwischen 0 und 500 Metern Meereshöhe vor.[2]
- Marcgraviastrum glossostipum de Roon & Bedell: Sie kommt in Ecuador vor.[2]
- Marcgraviastrum grandiflorum de Roon & Bedell: Sie kommt im nördlichen Peru vor.[2]
- Marcgraviastrum subsessile (Benth.) Bedell: Sie kommt von Honduras bis Ecuador vor.[2]
- Marcgraviastrum vogelii de Roon & Bedell: Sie kommt in Kolumbien in Höhenlagen zwischen 500 und 2000 Metern Meereshöhe vor.[2]

## Nachweise
- S. Dressler: Marcgraviaceae. In: Klaus Kubitzki (Hrsg.): The Families and Genera of Vascular Plants. Volume 6: Flowering Plants, Dicotyledons: Celastrales, Oxalidales, Rosales, Cornales, Ericales. Springer, Berlin / Heidelberg / New York 2004, ISBN 3-540-06512-1, S. 258–265 (englisch, eingeschränkte Vorschau in der Google-Buchsuche).